# کنت بولز
کنت بولز (به انگلیسی: Kenneth Bowles) (حدود ۱۹۲۹ - ۱۵ اوت ۲۰۱۸) دانشمند رایانه آمریکایی بود که بیشتر به خاطر کارش در راه‌ندازی و هدایت پروژه پاسکال یوسی‌اس‌دی ، زمانی که استاد علوم رایانه در دانشگاه کالیفرنیا، سن دیگو بود، شهرت داشت.

## تحصیلات
بولز دکترای خود را زیر نظر هنری جی بوکر در دانشگاه کرنل در سال ۱۹۵۵  برای مطالعات راداری شفق قطبی دریافت کرد.

## حرفه
از سال ۱۹۶۰، بولز برای آزمایشگاه مرکزی انتشار رادیویی، مؤسسه ملی فناوری و استانداردها کار کرد، جایی که او ساخت و استفاده تحقیقاتی از رصدخانه رادیویی جیکامارکا در نزدیکی لیما پرو را هدایت کرد. این کار شامل استفاده زیاد از رایانه برای تجزیه و تحلیل سیگنال برای مطالعه یونوسفر و مگنتوسفر زمین بود.
در سال ۱۹۶۵، بولز توسط پروفسور هنری بوکر دعوت شد تا به او در راه‌اندازی بخش الکتروفیزیک کاربردی در دانشگاه کالیفرنیا، سن دیگو کمک کند. آنها وظیفه داشتند یک بخش جدید فیزیک مهندسی کاربردی (AEP) را راه‌اندازی و سازماندهی کنند.
در حالی که شروع به ایجاد یک آزمایش نجوم رادیویی جدید در نزدیکی دانشگاه کالیفرنیا، سن دیگو برای مطالعات اتمسفر یونیزه شده خورشید می‌کرد، تمرکز بر تجزیه و تحلیل رایانه باعث شد دانشگاه کالیفرنیا، سن دیگو در سال ۱۹۶۸ بولز را به عنوان مدیر مرکز رایانه منصوب کند. او محاسبات تعاملی را به دانشگاه کالیفرنیا، سن دیگو معرفی کرد، اما در سال ۱۹۷۴ زمانی که فشارهای بودجه مراکز رایانه‌ای بسیار بحث برانگیز شد، به تدریس تمام وقت بازگشت.
در تلاش برای افزایش استفاده دانش‌آموزان از رایانه و در عین حال کاهش هزینه‌ها، بولز می‌خواست از مزیت و قیمت کم رایانه استفاده کند. ماشین p-کد Urs-Ammann به پاسکال اجازه داد تا بر روی انواع ماشین‌ها پیاده‌سازی شود. با دانشجوی فارغ‌التحصیل مارک اورگارد و یک تیم پشتیبانی از دانشجویان، او شروع به ارائه خدمات محاسباتی آموزشی کم هزینه برای اکثر دانشجویان دانشگاه کالیفرنیا، سن دیگو با استفاده از رایانه‌های کوچک کرد. بین اواخر سال ۱۹۷۴ و ۱۹۸۰، این پروژه به پروژه پاسکال دانشگاه کالیفرنیا، سن دیگو تبدیل شد.
پروژه پاسکال یو‌سی‌اس‌دی باعث ایجاد برخی بحث‌ها شد، به طوری که متخصصان پاسکال از پسوندهای یو‌سی‌اس‌دی پاسکال ناراضی بودند. برخی از این پسوندها اکنون در کامپایلرهای مدرن پاسکال وجود دارند.
با این حال با اینکه پروژه پاسکال یو‌سی‌اس‌دی رشد کرد، ولی لازم بود که پروژه با اعطای مجوز نرم افزار به یک فروشنده تجاری دیگر سپرده شود. نگرانی‌های دانشگاه کالیفرنیا، سن دیگو در مورد مالیات‌‌های این پروژه، یو‌سی‌اس‌دی را مجبور کرد که به میکروسیستم‌های سافتک، مجوز داده شود و از ۱ ژوئن ۱۹۷۹ به مرحله اجرا درآید.